# HD 221148
HD 221148 är en ensam stjärna belägen i den norra delen av stjärnbilden Vattumannen. Den har en skenbar magnitud av ca 6,26 och är mycket svagt synlig för blotta ögat där ljusföroreningar ej förekommer. Baserat på parallaxmätning inom Hipparcosuppdraget på ca 26,5 mas, beräknas den befinna sig på ett avstånd på ca 154 ljusår (ca 47 parsek) från solen. Den rör sig närmare solen med en heliocentrisk radialhastighet på ca -27 km/s.

## Egenskaper
HD 221148 är en orange till gul jättestjärna av spektralklass K3 IIIv. Den har en radie som är ca 5 solradier och har ca 9 gånger solens utstrålning av energi från dess fotosfär vid en effektiv temperatur av ca 4 600 K.
HD 221148 är en misstänkt variabel stjärna. Dess spektrum visar extremt hög nivå av CN, ett av de högsta cyanogenindexen som uppmätts.